# Telopora
Telopora is een geslacht van mosdiertjes uit de familie van de Cerioporidae en de orde Cyclostomatida. De wetenschappelijke naam ervan werd in 1920 voor het eerst geldig gepubliceerd door Ferdinand Canu en Ray Smith Bassler.

## Soorten
- Telopora buski d'Hondt, 1986
- Telopora digitata (Busk, 1875)
- Telopora lobata (Tenison-Woods, 1880)
- Telopora watersi (Harmer, 1915)